# José Gregorio Monagas

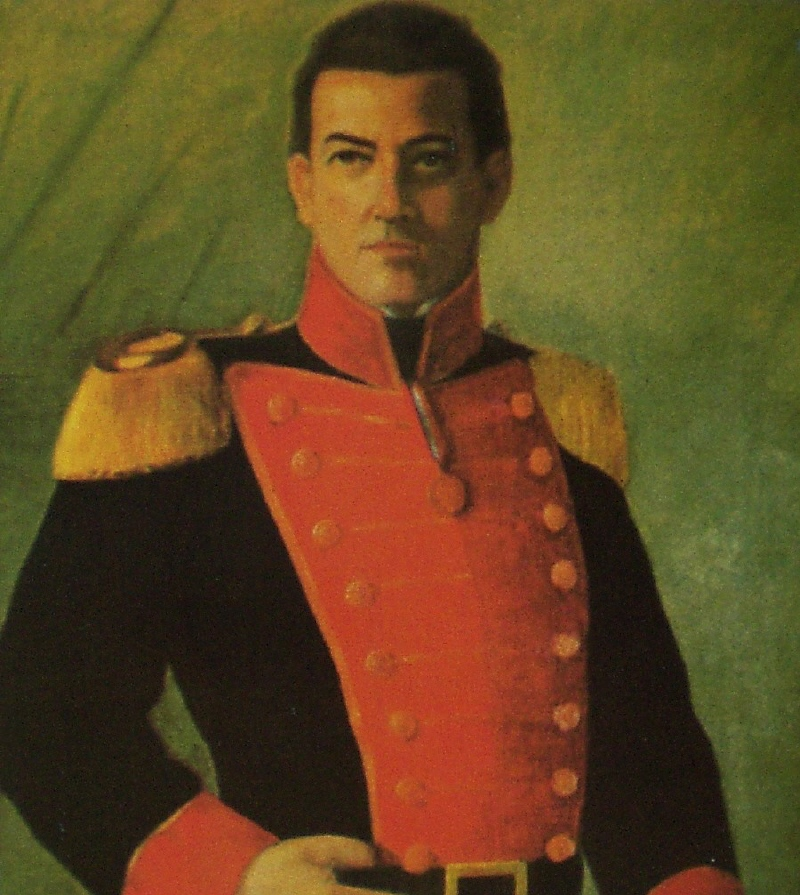
José Gregorio Monagas

José Gregorio Monagas (4 de maio de 1795 - 15 de julho de 1858) foi um político venezuelano. Ocupou o cargo de Presidente da República da Venezuela durante período entre 1851 e 1855.

## Início da vida e educação
O general José Gregorio Monagas nasceu em Aragua de Barcelona, Venezuela, em 1795. Seus pais eram Francisco José Monagas, comerciante das Ilhas Canárias, e Perfecta Burgos, natural de Cojedes. Monagas iniciou sua carreira militar ainda jovem, em 1813, junto com seu irmão José Tadeu.

## Carreira

### Campanhas militares
Durante a guerra de emancipação da Venezuela, Monagas participou de várias campanhas importantes contra os monarquistas espanhóis Juan Domingo de Monteverde e José Tomás Boves. Por causa de sua corajosa participação na Batalha de Carabobo, o herói da independência venezuelana Simón Bolívar o apelidou de Primeira Lança do Oriente.

### 1851–1855: Presidência
Em 1851, José Gregorio Monagas sucedeu seu irmão José Tadeo Monagas como presidente da Venezuela. Durante sua presidência, Monagas proclamou a Venezuela como uma nação livre da escravidão, em um decreto assinado em 24 de março de 1854. Esta decisão foi uma das principais causas da Guerra Federal.

## Morte
Monagas teria sabido que estava morrendo no dia anterior, com dificuldade para respirar e com a língua cor de chumbo. Ele desejava retornar a Maracaibo, onde três médicos locais (Tomás Troconis, Francisco Valbuena e Joaquín Esteva) foram instruídos a encontrá-lo no cais pelo governador Serrano. Um grande número de outras pessoas também foi aos portos para assistir à chegada. Monagas chegou às 17h no barco Céfiro, levantado por seus filhos e outras pessoas porque estava inconsciente. Os médicos acreditaram que ele estava apenas desmaiado e o fizeram sentar em uma cadeira que havia sido colocada no cais. No entanto, ele não se recuperou e morreu às 17h15 sem ter voltado. Uma autópsia e as declarações de seus filhos e médico pessoal determinaram a causa da morte como enterite aguda. No dia seguinte à sua morte foi sepultado em um serviço com todas as honras militares.